# 1787 en droit
Cet article présente les faits marquants de l'année 1787 en droit.

## Événements
- 1er janvier : diplômes de Joseph II révisant la constitution des Pays-Bas autrichiens. En réaction, les États de Brabant refusent de consentir l’impôt (23 avril)[1]. Joseph II réplique par la dissolution des états.

- 13 janvier : révision du code pénal de Marie-Thérèse. La peine de mort est abolie, sauf pour les cours martiales[2]. Les dernières lois contre la sorcellerie sont abolies.

- 1er mai : publication du Code civil de Joseph II[2] ; mariage civil, principe de l’égalité judiciaire.

- 22 mai : fondation à Londres  par Thomas Clarkson et Granville Sharp de la Society for Effecting the Abolition of the Slave Trade (Société pour l'abolition de la traite des esclaves)[3], soutenue entre autres par John Wesley et Josiah Wedgwood.

- 25 mai : début de la réunion d'une convention constitutionnelle à Philadelphie, aux États-Unis (fin le 17 septembre)[4].

- 13 juillet : le Congrès américain signe l'Ordonnance du Nord-Ouest, accélérant l’expansion vers l’ouest, au nord du fleuve Ohio[5].

- 17 septembre : adoption de la Constitution des États-Unis d'Amérique, rédigée par Thomas Jefferson, une des plus anciennes Constitutions du monde[4].

- 7 novembre : Louis XVI signe un édit qui consacre juridiquement la présence des protestants dans la société française[6].